# Karl Samuel Leberecht Hermann
Karl Samuel Leberecht Hermann (Königerode, 20 de enero de 1765 - Schönebeck (Elbe), 1 de septiembre de 1846) fue un químico alemán que descubrió el cadmio en 1817 independientemente de otros descubridores.

## Descubrimiento del cadmio
El cadmio fue descubierto en 1817 por el médico Friedrich Stromeyer (1776 - 1835) aunque hasta nueve investigadores diferentes reclaman el descubrimiento del elemento entre 1817 y 1819. El elemento fue encontrado por primera vez en la condensación de vapores (mezclados con hollín y óxido de zinc) que se extrajo de un horno en el que se había sometido a tostación una muestra de óxido de zinc. El descubrimiento del cadmio es también atribuido a K.S.L. Hermann y J.C.H. Roloff que encontraron cadmio en el óxido de zinc en ese mismo año. Sigue siendo un debate histórico quién descubrió realmente por primera vez la forma pura del elemento.
Durante la etapa de la historia de la ciencia durante la que Stromeyer estuvo en activo fueron los farmacéuticos, boticarios y médicos quienes lograron los principales descubrimientos químicos. La práctica de la alquimia ya estaba desapareciendo, mientras la química apenas había empezado a surgir como una ciencia independiente. Stromeyer, inspector de farmacias y profesor de la Universidad de Göttingen, consiguió el descubrimiento mientras purificaba óxido de zinc, usado como medicamento en esos días.
El nombre del elemento se deriva del latín "cadmia" y del griego "kadmeia", ambos nombres antiguos de la calamina (carbonato de zinc).

## Publicaciones
- Über das schlesische Zinkoxyd, und über ein darin gefundenes sehr wahrscheinlich noch unbekanntes Metall, en: Gilberts Annalen der Physik 59, 1818, S. 95f.; 66, 1820, S. 285–289.